# دييغو ماسون
دييغو ماسون (بالإنجليزية: Diego Masson؛ بالفرنسية: Diego Masson) هو ملحن فرنسي وبريطاني، ولد في 21 يونيو 1935 في توسا دي مار في إسبانيا.

## وصلات خارجية
- دييغو ماسون على موقع IMDb (الإنجليزية)
- دييغو ماسون على موقع ميوزك برينز (الإنجليزية)
- دييغو ماسون على موقع أول ميوزيك (الإنجليزية)
- دييغو ماسون على موقع ديسكوغز (الإنجليزية)
- دييغو ماسون على موقع قاعدة بيانات الفيلم (الإنجليزية)